# Ponte sull'Esepo
Il ponte sull'Esepo (turco Güvercin Köprüsü, ponte della Colomba) era un ponte romano della tarda antichità sul fiume Esepo (in latino Aesepus, oggi Gönen Çayı) nell'antica regione di Misia, nell'attuale Turchia. È notevole per il suo avanzato sistema di intercapedini che è stato impiegato anche in altri ponti romani della regione, come il ponte sul Macesto. In un'indagine sul campo condotta all'inizio del XX secolo, le quattro volte principali del ponte furono trovate in rovina, mentre quasi tutti i pilastri e i sette archi minori rimasti ancora intatti. Fotografie recenti mostrano una minore conservazione, in quanto alcuni degli archi non sono più intatti.

## Ubicazione e datazione
Il ponte sull'Esepo è localizzato nella Turchia nordoccidentale, 8 km in linea retta a nord di Sariköy, approssimativamente 5,6 km a monte del luogo in cui Gönen Çayı fluisce nel mare di Marmara, leggermente al di sopra del punto in cui la stretta valle fluviale si apre nella vasta pianura a estuario e un ponte moderno dell'autostrada 200 scavalca il Gönen Çayı. Il ponte sull'Esepo faceva parte di una strada romana che, in antichità, conduceva attraverso la Misia fino alla città costiera di Cizico e che, avendo conservato una parte della sua pavimentazione originale di piccoli ciottoli rotondi profondi 13–15 cm, era nel XIX secolo ancora la rotta preferita per viaggiare tra le vicine Bandırma (Panderma) e Boghashehr.
La prima indagine sul ponte fu pubblicata dall'archeologo britannico Hasluck nel 1906. In base alle somiglianze strutturali con altri ponti a intercapedine della Misia, come il Ponte Bianco e il ponte sul Macesto, nonché il ponte di Costantino, Hasluck datò il quartetto di ponti all'inizio del IV secolo, nell'era di Costantino il Grande († 337 AD), quando Bisanzio era stata elevata a capitale della metà orientale dell'impero.
Tuttavia, secondo lo studioso italiano Vittorio Galliazzo, il caratteristico modello di alternanza di strati di mattoni e di pietra sul bordo dell'arco (visibile nella figura che mostra l'"arco del piedritto orientale") indica piuttosto una ricostruzione primo-bizantina della seconda metà del V secolo o della prima metà del VI, durante il regno di Giustiniano. A suo avviso, soltanto le fondazioni dei pilastri e i piedritti con i loro archi minori sono inequivocabilmente di origine romana.

## Struttura

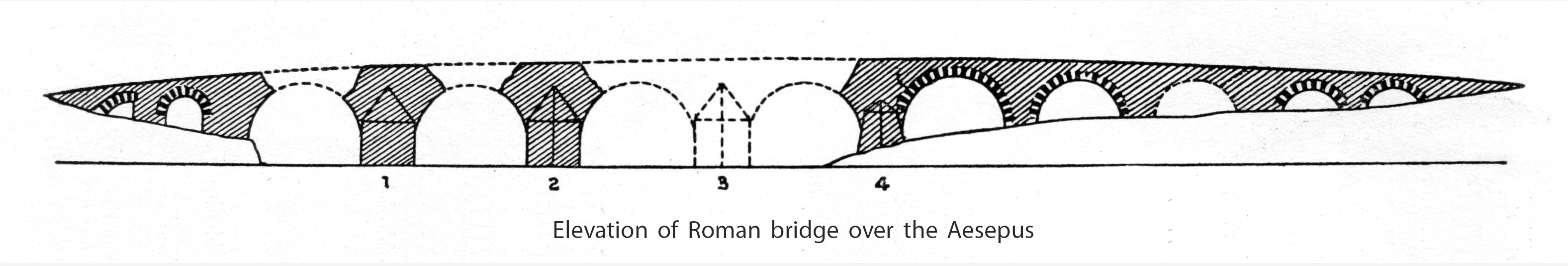
Prospetto del ponte sull'Esepo. La linea tratteggiata indica le parti distrutte.

Sebbene tutti e quattro gli archi principali fossero crollati al tempo della visita di Hasluck, entrambe le rampe e quasi tutti i pilastri del ponte erano ancora in piedi in tutta la loro altezza; soltanto il terzo pilastro dalla riva occidentale era completamente scomparso. La parte superiore esposta dei pilastri mostrava quattro spazi vuoti paralleli simili a fessure che correvano attraverso l'intera lunghezza della struttura, i quali erano destinati a ridurre il carico sulle volte. Gli stessi pilastri erano protetti sul loro lato a monte e a valle da grandi frangicorrente con le calotte appuntite.

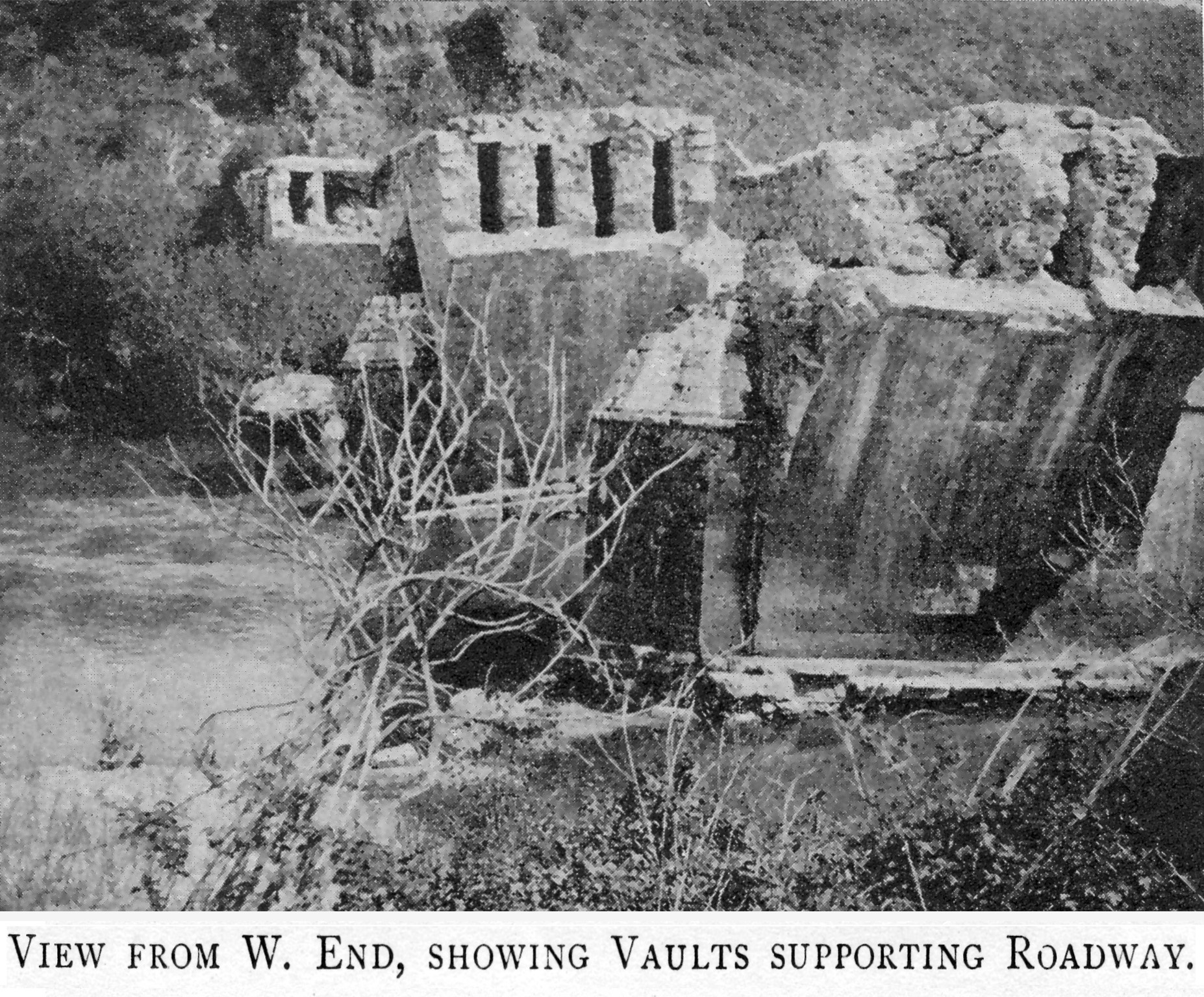
Le intercapedini simili a fessure (veduta da ovest)

Il ponte è largo 5,60 m e lungo circa 158 m. Hasluck descrisse le campate della terza e della settima apertura di 12,20 m ciascuna. Il rivetimento, compresi i frangiflutti e le intercapedini, consiste di blocchi di granito, mentre l'interno è riempito di pietrisco legato con malta. La pavimentazione ben preservata della strada rimasta è fatta di grandi pietre, occasionalmente squadrate, e poggia sulle lastre delle intercapedini.
Poiché il Gönen Çayı presso il sito passa vicino al pendio ovest della valle, il piedritto occidentale è relativamente corto. Le volte dei suoi due archi, solo uno dei quali ha una forma semicircolare, erano fatte di mattoni, con i conci rastremati esterni che si alternavano tra gruppi di pietra e di mattoni, com'è tipico anche del ponte sul Makestos. La rampa orientale, lunga 58 m, poggia su cinque archi di dimensione decrescente (l'arco 9 più grande è stato ricostruito da Hasluck solo sulla base di congetture). All'accesso si trovano i resti di un'esedra di mattoni che biforca la strada, una disposizione che si trova anche nel ponte sul Sangario; una pietra cilindrica alta 80 cm che potrebbe essere stata utilizzata per registrare le riparazioni si erge accanto all'esedra.

## Galleria d'immagini

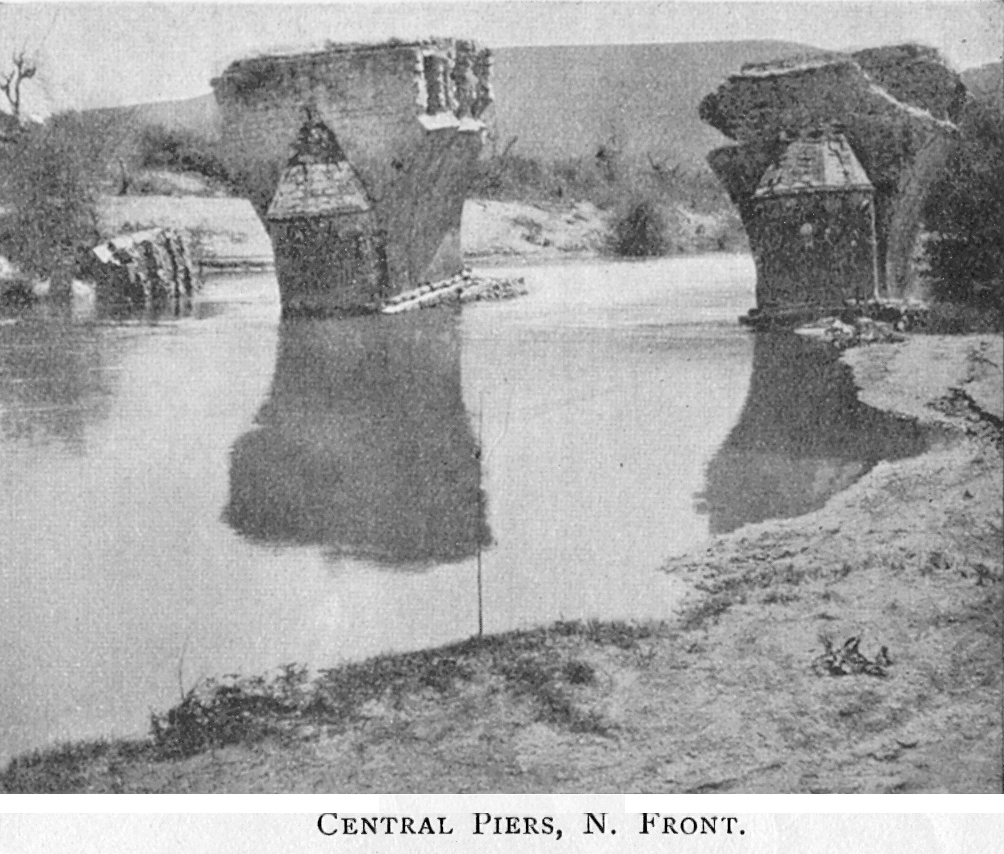
Pilastri centrali (veduta da nord)
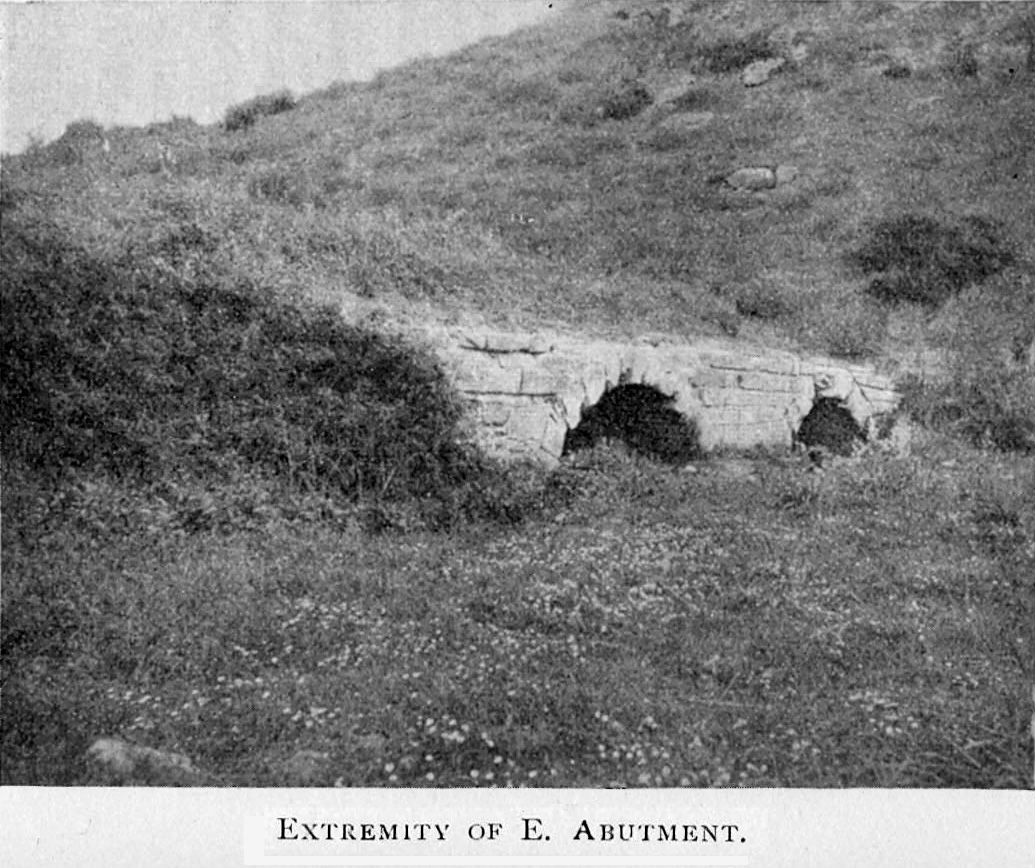
Estremità del piedritto orientale
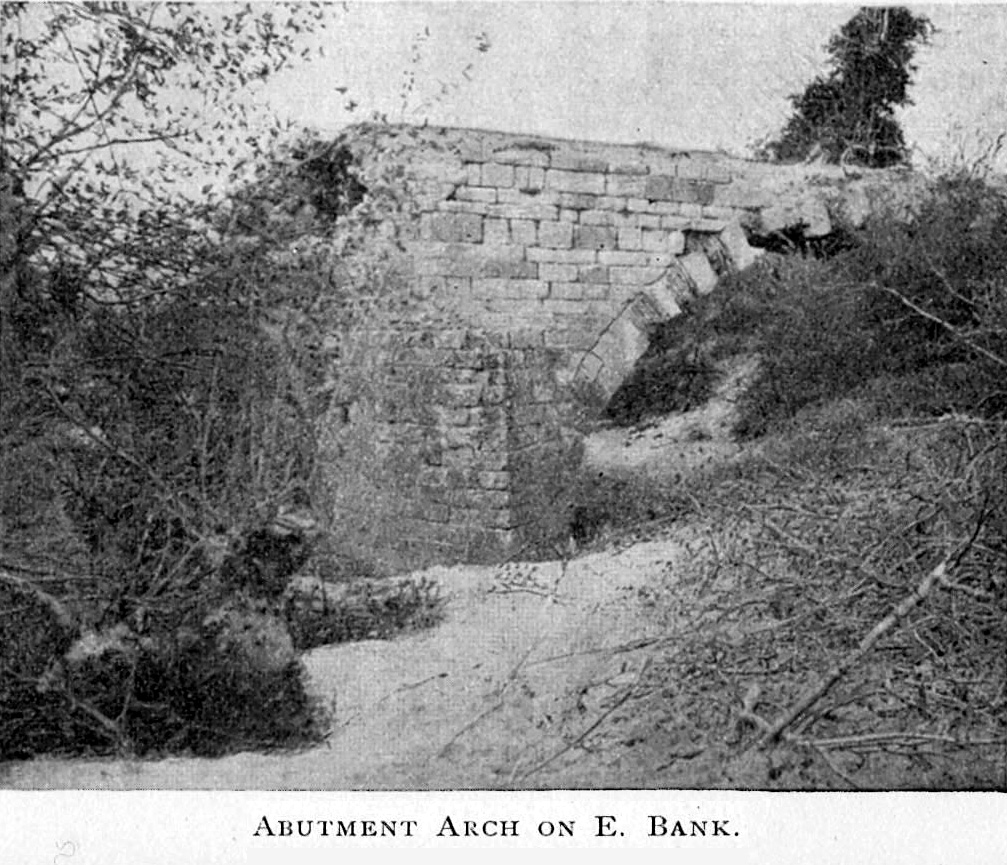
Arco del piedritto orientale